# سال استاورز
سالیشا لاشاون استاورز (انگلیسی: Saleisha Lashawn Stowers؛ زادهٔ ۲۰ ژانویهٔ ۱۹۸۶) بازیگر و مدل اهل ایالات متحده آمریکا است. او برندۀ جایزۀ مدل برتر بعدی آمریکا در دورۀ نهم مسابقات بود. وی نقش لانی پرایس را در سریال روزهای زندگی ما از شبکه ان‌بی‌سی به تصویر کشید.

## زندگی شخصی
استاورز در پاسادینا، کالیفرنیا متولد شد. او در مادرا توسط مادربزرگش بزرگ شد و سپس به لس‌آنجلس نقل مکان کرد، او قبل از اینکه به عرصه هنر وارد شود در آنجا به عنوان منشی مشغول به کار بود.

## حرفه
مدلینگ
استاورز با شرکت مدلینگ فتوژنیکز و الیت مدل قرارداد امضا کرد و در یک تبلیغ برای فست فود رستوران وندیز، به همراه تام لنک ظاهر شد. او همچنین در یک برنامه مد برای این تاچ ویکلی حضور داشت. وی بعدها تصمیم گرفت در نهمین دوره مسابقه مدل برتر بعدی آمریکا شرکت کند، او توانست در آن جا با شکست دادن شانتال جونز در فینال، برنده این دوره مسابقات شود.
بازیگری
در سال ۲۰۱۳، استاورز برای بازی در نقش دختر انجی هابارد در سریال «همه فرزندان من» محصول کمپانی پراسپکت پارک انتخاب شد. این اولین حضور او در عرصه بازیگری بود.
وی در ژوئن ۲۰۱۵ در نقش لانی پرایس به جمع بازیگران سریال روزهای زندگی ما پیوست. در همان سال، او به عنوان بازیگر مهمان در قسمتی از سریال «جنایات بزرگ» در نقش هدر بازی کرد. در سال ۲۰۱۶ در سریال «در قفس» در نقش شانا کارلسون و در سال ۲۰۱۷ برای نقش اصلی کریستا در فیلمی به نام «تامبوی» و همچنین نقش جوزی میلر در سریال «فراتر از درمان» به ایفای نقش پرداخت.

## فیلم‌شناسی
| سال  | عنوان                            | نقش              | یادداشت‌ها  |
| ---- | -------------------------------- | ---------------- | ---------- |
| ۲۰۰۶ | گفتگو با مامور مالیات درباره شعر | دوست دختر استیون |            |
| ۲۰۱۳ | خسته کننده                       | یشم              | فیلم کوتاه |
| ۲۰۱۷ | تامبوی                           | کریستا           | نقش اصلی   |

| سال           | عنوان                                               | نقش                   | یادداشت‌ها                                       |
| ------------- | --------------------------------------------------- | --------------------- | ----------------------------------------------- |
| ۲۰۰۶          | بتی بی‌ریخته                                         | دختر و مدل در آسانسور | ۲ قسمت                                          |
| ۲۰۱۲          | آقای گیشه                                           | جوهری جونز            | ۱ قسمت                                          |
| ۲۰۱۳          | دختر جدید                                           | آره، آره، آره دختر    | ۱ قسمت                                          |
| ۲۰۱۳          | همه فرزندان من                                      | کاساندرا فاستر        | ۴۲ قسمت                                         |
| ۲۰۱۵          | تغییر در زمان تولد                                  | تارا                  | ۱ قسمت                                          |
| ۲۰۱۵          | جرایم بزرگ                                          | هدر                   | ۱ قسمت                                          |
| ۲۰۱۵ - تاکنون | روزهای زندگی ما                                     | لانی پرایس            | سری معمولی ۲۰۱۵ - ۲۰۲۲ تکرارشونده ۲۰۲۳ - تاکنون |
| ۲۰۱۶          | در قفس                                              | شانا کارلسون          | ۵ قسمت                                          |
| ۲۰۱۷          | ویژه برنامه جذاب و بزرگ روز ولنتاین از مایکل بولتون | داروساز مجازی         | ویژه انواع                                      |
| ۲۰۱۸          | پرورشگاهی‌ها                                         | پریا                  | ۱ قسمت                                          |
| ۲۰۲۱          | روزهای زندگی ما: فراتر از سالم                      | لانی پرایس            | سریال کوتاه                                     |